# Fabian Steindl
Fabian Steindl (* 14. April 1994) ist ein österreichischer ehemaliger Nordischer Kombinierer.

## Karriere
Im Jahr 2011 nahm er an dem Europäischen Olympischen Winter-Jugendfestival 2011 in Liberec teil. Im Einzelwettbewerb belegte er den neunten Platz und im Team-Sprint kam er nicht zum Einsatz. In der Saison 2012/13 debütierte er im Weltcup der Nordischen Kombination und erreichte am 20. Jänner 2013 bei seinen Debüt-Wettkampf den 46. Platz. Zwischen den 27. Jänner bis zum 3. Februar 2014 nahm er für Österreich an den Nordische Junioren-Skiweltmeisterschaften 2014 in Val di Fiemme teil. Im Einzelwettbewerb, welcher aus den Springen von der Großschanze und einen 5-Kilometer-Lauf bestand, belegte er den 19. Platz. Im Mannschaftswettbewerb gewann er gemeinsam mit Bernhard Flaschberger, Martin Fritz und Philipp Orter Gold vor den Mannschaften aus Deutschland und Norwegen.
Am 29. November 2014 absolvierte er seinen zweiten Weltcup-Einsatz und sammelte mit den 27. Platz beim Wettkampf in Ruka seine ersten Weltcuppunkte. Mit Lukas Klapfer, Bernhard Gruber und Philipp Orter belegte er beim Heimweltcup in der Ramsau im Team-Wettbewerb den vierten Platz. Beim Weltcup in Chaux-Neuve belegte er mit den 16. Platz seine beste Weltcup-Platzierung im Einzel. Schlussendlich sammelte er in der Saison 2014/15 insgesamt 74. Punkte und belegte den 34. Platz in der Gesamtwertung. In der darauffolgenden Saison belegte er mit insgesamt 47. Punkten den 38. Platz.
Steindl stellte 2016 beim Skiflugwettbewerb am Kulm mit einer Bestweite von 229 Metern den Rekord für nordische Kombinierer auf.
Steindl ist seit 2017 nicht mehr aktiv.